# Monti Entiat
I monti Entiat (in inglese Entiat Mountains) o catena dell'Entiat costituiscono un gruppo montuoso situato nello stato del Washington, negli USA. Situati a ovest del fiume Columbia, a nord del Wenatchee e a sud dell'Entiat, il nucleo di montagne fa parte della sezione delle North Cascades a sua volta compreso nella vasta catena delle Cascate. La catena degli Entiat è relativamente stretta da est a ovest e si sviluppa principalmente in direzione nord-sud. La valle del fiume Entiat separa i monti Entiat dai Chelan a nord-est. A ovest ea sud, attraverso il fiume Wenatchee e affluenti come il Chiwawa si trovano i monti Wenatchee.
I monti Entiat si estendono a sud fino al fiume Columbia tra le foci dei fiumi Entiat e Wenatchee. L'estremità settentrionale si fonde con l'estremità settentrionale dei monti Chelan e la maggioranza dell'areale giace all'interno della foresta nazionale di Wenatchee. L'estremità settentrionale rientra invece nella riserva integrale di Glacier Peak.
La vetta più alta dei monti Entiat è il monte Fernow (2819 m) e tra i picchi principali figurano il Seven Fingered Jack, il monte Maude, Copper Peak, il monte Dumbell, Spectacle Buttes, l'Ice Box e il Buckskin Mountain. Tutti i picchi appena menzionati superano i 2400 m e i tre massimi svettano oltre i 2700. Si trovano tutte nella parte settentrionale della catena montuosa Entiat, mentre vette più alte della porzione meridionale sono sotto i 2100 m. Tra le cime significative localizzate a meridione rientrano il monte Cougar, il Tyee, Sugarloaf Peak, il monte Chumstick e il Burch.
Il nome deriva dalla tribù degli Entiat, ma un gran numero di toponimi, tra cui molti dei monti, sono stati conferiti da Albert H. Sylvester.
Nel luglio 2014, diversi incendi hanno devastato le pendici dei monti Entiat.